# Tomás Espora
Tomás Domingo de los Dolores Espora (Buenos Aires, 19 de septiembre de 1800 - Quilmes, 25 de julio de 1835) fue un marino, militar y corsario, que alcanzó el rango de coronel de marina, que actuó en las guerras de la Independencia y en la del Brasil. Fue el primer marino argentino en dar la vuelta al mundo.
Fue comandante general de Marina, jefe de la Capitanía General de Puerto y comandante en jefe de la Escuadrilla.

## Biografía
Era hijo de Domingo Espora, inmigrante genovés, y de su segunda esposa, Tomasa Ugarte, una criolla del territorio de Santa Fe. Quedó huérfano de ambos con apenas diez años de edad.
Desde muy niño sintió el interés por navegar y a los 15 años se embarcó como grumete de la corbeta Halcón cuyo capitán era Hipólito Bouchard, y que junto con la Constitución, realizaron una campaña por el océano Pacífico.
Participó de la Guerra por la Independencia de las Provincias Unidas del Río de la Plata, bajo el mando del almirante Guillermo Brown, en la campaña del Pacífico, en los asaltos al puerto de El Callao en Perú y a la fortaleza española de Guayaquil.
Siguiendo los periplos de Bouchard, en 1817 embarcó como pilotín en la nave La Argentina atacando las rutas comerciales españolas hacia Filipinas. Cuando el 17 de julio de 1819 La Argentina llegó al puerto de Valparaíso, Espora se convirtió en el primer marino argentino nativo en circunnavegar la Tierra.
En 1820 le fue entregado el mando de la fragata Peruana, ya en calidad de teniente, contando solo con 19 años de edad y, a partir de aquí, Espora consiguió la captura o destrucción de numerosos barcos españoles en guerra de corso, hasta su regreso en 1826. Participó en 1820 en la toma de la Esmeralda, y el 10 de julio de ese año San Martín lo premió con una medalla de oro. El 19 de diciembre de 1825 el general José Matías Zapiola lo propuso al gobierno argentino y el 13 de enero de 1826 recibió los despachos de capitán con grado de sargento mayor. Tomó parte el 9 de febrero de ese año, en el Combate de Los Pozos. 

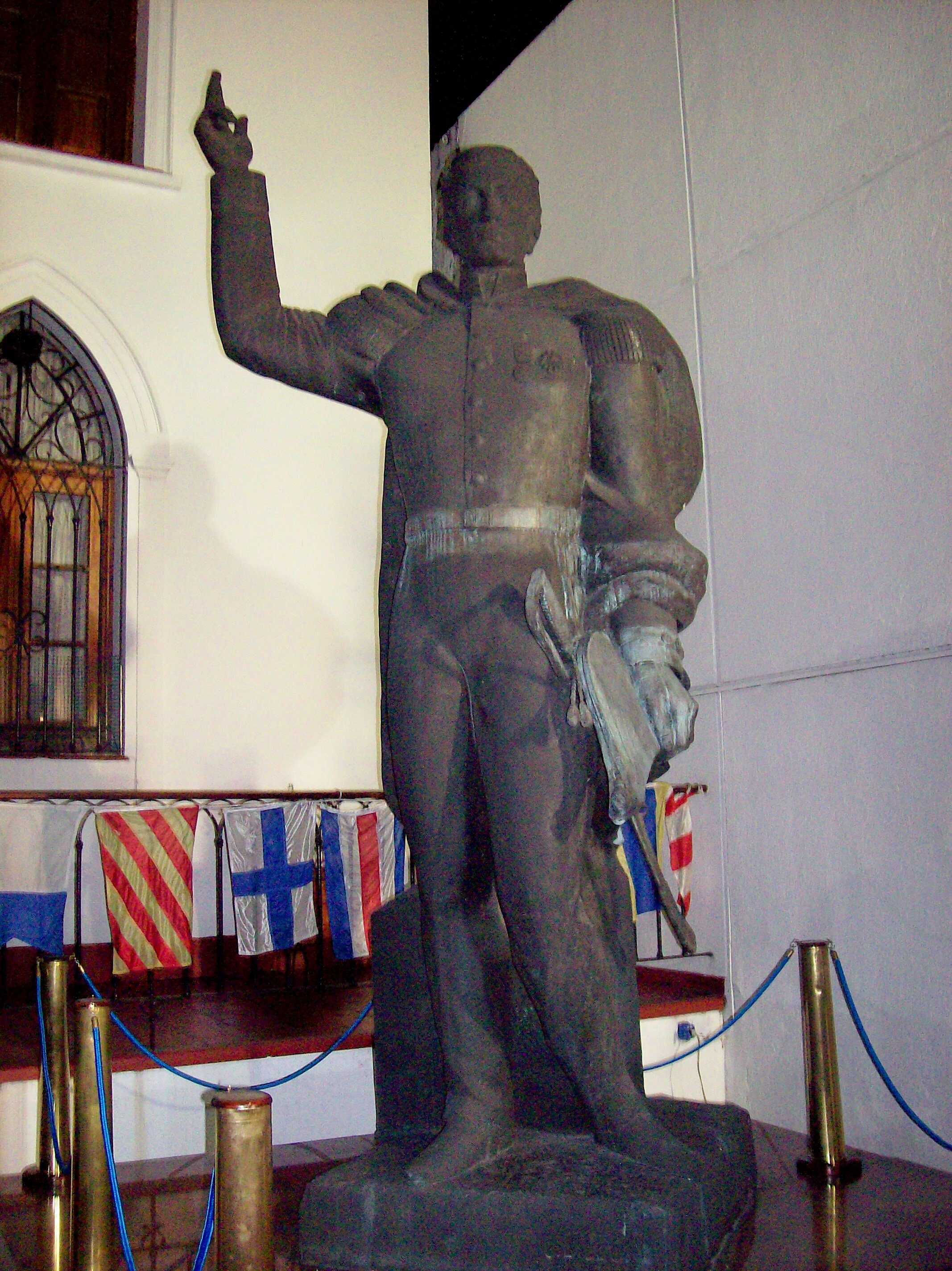
Estatua a Tomás Espora, en el museo homónimo que fuera la casa donde murió el marino.

Designado Comandante por el almirante Guillermo Brown le fue entregado el mando directo de la nave insignia 25 de Mayo, con la que combatió en la Guerra contra el Brasil, el 30 de julio de 1826 frente a la costa de Quilmes gritando, al avistar el enemigo, su famosa arenga: 

"Solo los cobardes se rinden sin pelear, y aquí no reconozco sino argentinos y republicanos. Compañeros: arrimen las mechas y ¡viva la Patria!"

En el duro combate con la nave brasilera Caboclo, si bien consiguió destruirla, el comandante Tomás Espora cayó malherido y su buque resultó gravemente averiado; nunca se recuperó del todo de sus heridas de combate. El 9 de agosto de 1826 fue promovido a sargento mayor y Brown lo nombró comandante de la goleta Maldonado, luego se le confirió el mando de la isla Martín García y de su batería Constitución.
En 1827 ya era teniente coronel efectivo y se le encargó el mando de la escuadra por enfermedad de Brown. El 21 de febrero del año siguiente, junto con Brown y Leonardo Rosales, lucharon frente a Punta Lara contra ocho barcos enemigos, logrando la captura del corsario imperial Fortuna. En marzo le asignaron las naves 8 de Febrero y La Unión para cooperar en las acciones de un ejército combinado, al mando del general José María Paz contra Río Grande. En estas circunstancias, embarcado en la 8 de Febrero, encalló su nave frente a las costas de Samborombón, como consecuencia de la niebla, y se vio rodeado de la escuadra imperial al mando de Juan Francisco de Oliveira. Después de combatir contra los diez barcos que lo rodeaban, desmanteló la nave y arrió el pabellón; fue tomado prisionero, pero liberado sin condicionamientos frente a Buenos Aires, en reconocimiento al heroísmo desplegado en esa batalla.
Posteriormente comandó el Uruguay, y la nave que —recordando su acción anterior— fue llamada 9 de Febrero. Siendo Brown gobernador delegado de la provincia de Buenos Aires, se lo nombró, como consecuencia de la revolución del 1 de diciembre de 1828, comandante general de Marina. Fue en este cargo que el gobierno le asignó la tarea de presentarle los saludos al general San Martín al llegar al puerto de Buenos Aires.
Desde 1833 hasta 1835 ejerció el cargo de la Comandancia y el Comisariato general de Matrículas.

## Matrimonio y descendencia
El coronel Espora se casó en Chile, el 11 de septiembre de 1823, con María del Carmen Chiclana, sobrina de Feliciano Chiclana, con la que tuvo siete hijos: tres varones y cuatro mujeres.  Su viuda le sobrevivió hasta el 1 de junio de 1863, en que falleció en Buenos Aires, a los 59 años de edad.

Sus Hijos Tomás y Domingo que murieron solteros, Juan Manuel casado con Sara Fisher hija del Capitán Gerardo Fisher, Irlandés que sirvió en la armada como uno de los buenos capitanes de Brown; Eufemia, Isabel y Margarita Clara también solteras y Onésima que contrajo enlace con Esteban Pelerán.

## Fallecimiento
Fue calumniado por creérsele partícipe del movimiento revolucionario del 1 de diciembre, razón por la cual presentó su renuncia. Enfermo y deprimido por este hecho, falleció en su casa próxima a los Corrales del Alto el 25 de julio de 1835.
El almirante Brown llegó tarde al sepelio y tuvo que pedir que desclavaran el féretro para poder despedirse de él. Tomó sus manos y dijo:

Considero la espada de este valiente oficial una de las primeras de América y más de una vez admiré su conducta en el peligro. Es lástima que un marino tan ilustre haya pertenecido a un país que todavía no sabe valorar los servicios de sus buenos hijos

En homenaje al valeroso marino argentino, la Armada de su país denominó Base Comandante Espora a una de sus Bases Aeronavales y dio su nombre a varios de sus buques de guerra. Hoy, la que fue su casa, en la avenida Caseros 2522-26, ciudad de Buenos Aires, es el Museo de Historia Naval Coronel de Marina Tomás Espora, y Patrimonio Histórico de la Nación Argentina.
Asimismo fue impuesto su nombre al Colegio Nacional número 13, ubicado en la calle Gallardo 149 de la Ciudad de Buenos Aires en el barrio de Liniers. Uno de los profesores fundadores de la institución compuso una bella marcha que recuerda las virtudes y proezas del “bravo capitán”. Colegio al número 13 Coronel de Marina Tomas Espora.